# 艾恩宏
艾恩宏（希伯來語：אפרים פרדיננד איינהורן；1918年—2021年）是一位英國猶太教正統派的拉比，也是第一位住在臺灣的拉比。艾恩宏拉比於2021年逝世於台灣。

## 早年
艾恩宏出生於奧地利首都維也納，於14歲時搬到了英國，後來又前往了美國。艾恩宏的雙親則死於萨克森豪森集中营。

## 臺灣時期
艾恩宏於1975年自科威特來到臺灣並開始在之後五年內主持猶太教禱告儀式。艾恩宏曾管理臺灣第一間猶太會堂，該會堂位於台北市民生東路四段54號11樓(明志大樓)。
第一間臺灣猶太會堂在1950年代創建，位於當時駐台美軍的小聖堂裡。在中華民國與美國的邦交斷裂與臺灣關係法通過之後，禱告儀式便移到現已不存的總統飯店（President Hotel），數年後又移到了亞都麗緻大飯店,之後移到了喜來登577號房，而在2008年2月移到喜來登577號房的位置，在2015年4月移到了明志大樓。
該猶太會堂主要服務台灣的小規模猶太社群，社群主要包含了移民與出差中的商人。當聖潔日的禮拜擠滿了人群時，如果達到了安息日禮拜的規定人數（minyan），那麼艾恩宏便會為此感到相當愉悅。

## 其他事蹟
在宗教職務之外，艾恩宏還協助促成或改善中華民國政府與東歐、中歐國家之間的外交關係。例如像是捷克斯洛伐克、匈牙利、拉脫維亞、立陶宛、波蘭、羅馬尼亞以及馬其頓共和國和烏克蘭。
他也是在臺海外共和黨員的主席
艾恩宏博士也是名積極的扶輪社社員、美國商會（AmCham）科技委員會在臺的長期成員與每周颱風快訊的長期編輯。

## 外部連結
- Neil Rubin, A Taiwanese Shabbat, Baltimore Jewish Times（2007年5月5日）。
- Tsao Yu-fan and Ruth Wang, Taiwan hoping for direct flights with Israel （页面存档备份，存于）, 中央通訊社（2008年7月7日）。
- Taiwan opposition pulls Hitler ad （页面存档备份，存于）, BBC News Online（2004年3月12日）。
- The Virtual Jewish History Tour: Taiwan （页面存档备份，存于）, Jewish Virtual Library（2006年9月13日）。
- Tea break with Taipei's only Rabbi （页面存档备份，存于）, eRenlai（2010年7月5日）。